# Dirphia pomona
Dirphia pomona är en fjärilsart som beskrevs av Herrich-Schäffer 1856. Dirphia pomona ingår i släktet Dirphia och familjen påfågelsspinnare. Inga underarter finns listade i Catalogue of Life.